# Hans Kutter
Hans Kutter (* 8. Februar 1870; † 1929 in Potsdam) war ein deutscher Verwaltungsjurist.

## Leben
Kutter studierte an der Friedrich-Wilhelms-Universität Berlin und der Ruprecht-Karls-Universität Heidelberg Rechtswissenschaft. 1892 wurde er mit Hermann Röchling und Max von Vopelius im Corps Guestphalia Heidelberg aktiv. Nachdem er 1895 das Referendarexamen bestanden hatte, wechselte er noch im  Referendariat von der Rechtspflege in die innere Verwaltung des Königreichs Preußen. Als Regierungsassessor war er bei den Bezirksregierungen in Marienwerder, Köslin und Frankfurt/Oder. Am 1. April 1909 wurde er kommissarisch, im November 1909 endgültig zum Landrat im Kreis Graudenz ernannt. Nach dem Friedensvertrag von Versailles war er der deutsche Bevollmächtigte für den westpreußischen Teil des Abstimmungsgebiets Allenstein. Für die Übergabe der Zivilverwaltung am 22. Dezember 1919 war er Generalkommissar. Nach dem Kapp-Putsch wurde er von Theodor von Baudissin abgelöst; ob und wie er an dem Putsch beteiligt war, ist unklar. Im Freistaat Preußen war er zuletzt Regierungsrat bei der Regierung in Potsdam. Er starb mit 59 Jahren im Amt.